# Hoplodrina pallidior
Hoplodrina pallidior är en fjärilsart som beskrevs av Lenz. Hoplodrina pallidior ingår i släktet Hoplodrina och familjen nattflyn. Inga underarter finns listade i Catalogue of Life.